# Gustaaf Vincent Willem van Hemert tot Dingshof
Gustaaf Vincent Willem baron van Hemert tot Dingshof (Den Haag, 9 juli 1876 - Schoonhoven, 24 oktober 1951) was een Nederlandse burgemeester.

## Leven en werk
Van Hemert tot Dingshof werd in 1876 in Den Haag geboren als zoon van de legerkapitein Gustaaf Adolf Willem Carel baron van Hemert tot Dingshof en Cornelia barones van Hemert tot Dingshof. Hij werd per Koninklijk Besluit d.d. 6 februari 1907 benoemd tot burgemeester van de gemeenten Haastrecht en Vlist in Zuid-Holland. In 1924 werd zijn functie uitgebreid met het burgemeesterschap van de buurgemeente Stolwijk. Hij vervulde deze functies tot 24 april 1942 toen hem op zijn verzoek eervol ontslag werd verleend als burgemeester van de drie gemeenten. In 1938 werd hij benoemd tot ridder in de Orde van Oranje-Nassau.
Van Hemert tot Dingshof trouwde op 25 april 1912 in Utrecht met Helena Arendina baronesse van Wassenaer. Uit dit huwelijk werden drie kinderen geboren, twee dochters en een zoon. Hun oudste dochter verongelukte in 1936 bij een treinongeluk op een onbewaakte spoorwegovergang in de omgeving van Haastrecht. Hun zoon Guus was de latere VVD-politicus, burgemeester van onder andere Maarn en ondervoorzitter van de Eerste Kamer.
Van Hemert tot Dingshof overleed in oktober 1951 op 75-jarige leeftijd in zijn woonplaats Schoonhoven.